# Boldklubben af 1893
El Boldklubben af 1893 es un club de fútbol de Copenhague, ciudad y capital de Dinamarca, que milita en la Segunda División de Dinamarca, la tercera liga de fútbol más importante del país.

## Historia
Fue fundado en el año 1893 en la ciudad de Østerbro. En el año 1893 se disolvieron dos clubes de fútbol y cricket de la ciudad de Copenhague, el Melchioraner BK (fundado en 1885) y el Osterbros BK (fundados en 1887). Algunos miembros de estos dos clubes fundaron, en mayo de 1893, un nuevo club, el Cricketklubben af 1893 o C93, que en 1896 pasaría a llamarse Boldklubben 1893 o B.93. Es uno de los equipos más laureados del país al acumular 9 títulos de liga y 3 de Copa en 5 finales jugadas, sumando que ha militado en 35 temporadas en la Superliga danesa.
A nivel internacional ha participado en un torneo continental, en la Recopa de Europa de Fútbol de 1982/83, donde fue eliminado en la Segunda ronda por el K Waterschei SV Thor Genk de Bélgica.

## Palmarés
- Superliga danesa: 9

1916, 1927, 1929, 1930, 1934, 1935, 1939, 1942, 1946
- Copa de Dinamarca: 3

1915, 1918, 1982
Finalista (2): 1916, 1920
- Copa de Copenhague: 4

1901, 1906, 1908, 1909

## Participación en competiciones de la UEFA
| Temporada | Torneo         | Ronda | Club            | Casa    | Visita  | Global   |
| --------- | -------------- | ----- | --------------- | ------- | ------- | -------- |
| 1982-83   | Recopa Europea | 1R    | Dinamo Dresde   | 2-1 (V) | 2-3 (I) | 4-4 (v.) |
| 1982-83   | Recopa Europea | 1/8   | Waterschei Thor | 0-2 (I) | 1-4 (V) | 1-6      |

## Jugadores

### Jugadores destacados
| - Michael Jakobsen - Brian Jensen - Daniel Jensen - Niclas Jensen - Mathias Jørgensen - Bashkim Kadrii - Per Krøldrup - Rajko Lekić - Patrick Mtiliga - Dennis Rommedahl | - Jonas Troest - Magnus Troest - Bajram Fetai |